# Здравко Церај
Здравко Церај (1920 — 2011) је југословенски атлетски репрезентативац, вишеструки државни првак и рекордер. Такмичио се у средњопругашким дисциплинама 800 м, 1.500 м и 5.000 метара. Био је члан АК Партизан. Поред атлетике бавио се и планинарењем и скијањем.

## Биографија
Здравко Церај рођен је у Старој Рачи код Бјеловара 4. октобра 1920.. По струци је био зубни техничар. Од 1935. године био је члан Хрватскога планинарског друштва и његове омладинске, скијашке и алпинистичке секције. Као алпиниста извео је осам првенствених успона: Мезића Кук 1681 м. са северне стене високе 800 метара на планини Чврсница БиХ, затим на стенама Високих Татри, Јулијских и Камнишких Алпа. 
После Другог светског рата најпре се посвећује атлетици и од 1945. до 1960. као члан Партизана из Београда држао је све југославенске рекорде у трчању на стазама од 800 до 5.000 метара. Рекордер Југославије био је 21 пут, а у репрезентацији Југославије наступао је 30 пута. На Летњим олимпијским играма 1952. у Хелсинкију трчао је на 5.000 м. и са постигнутим резултаом 15:17,8 није успео ући у финале. Учесник је и првих Медитеранских игара 1951. у Александрији у Египту.
Као планинар, био је члан више загребачких планинарских друштава и дугогодишњи председник Планинарског савеза Загреба. Био је члан тројке која је 1973. први пут зими уздужно траверзирала цели Велебит. Планинарски је био активан и у поодмаклој доби. Добитник је мноштва највиших шпортских и државних признања.
Умро је у Загребу 6. октобра 2011. у 91. години живота.

## Атлетски резултати
Летње олимпијске игре
5.000 м — 15:17,8 мин. 38 место Хелсинки 1952.
Европско првенство
1.500 м — 4:01,8 м , предтакмичење, Брисел 1950.
Медитеранске игре
1.500 м — 4:01,5 бронза, Александрија 1951.
5.000 м — 15:17,8 сребро, Александрија 1951.
Балканске игре
5.000 м — 14:50,6 злато, Атина 1953.
Првенства Југославије (прва места)
800 м (1) — 1:57,5 мин. (1947)
1500 м (7) — 4:08,0 мин (946), 4:05,0 (1947), 4:04,8 (1948), 3:55,0 (1949), 3:57,2 (1950), 3:05,78 (1851), 3:57,2 (1952)
5.000 м (1) — 14.46,0 мин (1953)
10.000 м (1) — 32:41,8 мин (1954)
Крос 4.400 м (2) — 16:26,0 (1948), 14:06,0 1950)
Екипно (5) — са АК Пертизан 1947—1952

### Рекорди Југославије
800 м (3) — 1:55,0, 1:54,2 и 1:53,9 све 1949.први послератни рекордер
1.000 м (1) — 2:32,8 (1948) први послератни рекордер
1.5000 м (5) — 3:58,6 (1948), 3:55,0 (1949), 3:53,2 (1950), 3:53,0 (1950), 3:50,6 (1951)
2.000 м (2) — 5:34,4 (1950), 5:25,2 (1951) први послератни рекордер
3.000 м (4) — 8:31,2 (1949), 8:27,2 (1950), 8:21,8 (1951), 8:18,8 (1952)
5.000 м (2) — 14:30,6 (1950), 14:26,2 (1952)
4 х 800 м (2) — 7:57,2 (1948), 7:57,0 (1949) штафета Партизана
4 х 1.500 м (2) — 16:27,0 (1949), 16:08,6 (1950) штафета Партизана